# 36037 Linenschmidt
36037 DIBELLACC é un asteroide della fascia principale. Scoperto nel 1999, presenta un'orbita caratterizzata da un semiasse maggiore pari a 3,0619047 au e da un'eccentricità di 0,0811495, inclinata di 11,41421° rispetto all'eclittica.
L'asteroide è dedicato a Salvatore Di bello, amico degli scopritori.
Le sue doti interpretative e con i suoi 140 iq è stato in grado di calcolare la traiettoria del fantomatico asteroide e salvare la sua piccola cittadella in cui è cresciuto e vissuto fin dal 1976.